# Oostenrijks-Hongaars bestuur van Bosnië en Herzegovina
Het Oostenrijks-Hongaarse bestuur van Bosnië en Herzegovina begon in 1878, met de op het Congres van Berlijn overeengekomen militaire bezetting door het Oostenrijks-Hongaars leger en eindigde met het uiteenvallen van Oostenrijk-Hongarije in 1918.

## Geschiedenis

### Achtergrond
De gebieden Bosnië en Herzegovina waren sinds de 16e eeuw meermaals een ontmoetingsplek van de expansionistische belangen tussen het Habsburgerrijk en het Ottomaanse Rijk. Als verdediging tegen de Ottomanen richtten de Oostenrijkers de Militaire Grens op, die zich van Kroatië tot Zevenburgen over een strook van 1.850 km lang uitstrekte. In 1865 richtte het Ottomaanse rijk het vilajet Bosnië op, dat het gebied van het tegenwoordige land Bosnië en Herzegovina omvat. In de zomer van 1875 brak er in deze provincie echter een opstand uit tegen het Ottomaanse gezag, omwille van belastingverhogingen. Deze opstand duurde tot 1876, lokte ook de Aprilopstand in Bulgarije uit en moedigde ook de Serviërs en Montenegrijnen aan om zich gewapend te verzetten tegen het wankele Ottomaanse Rijk.

### Militaire bezetting (1878-1908)
Op het Congres van Berlijn van 13 juni 1878 werd aan Oostenrijk-Hongarije toegezegd dat het de vilajet Bosnië en het gebied Herzegovina militair mocht bezetten en tot onbepaalde tijd mocht besturen, terwijl Bosnië-Herzegovina nominaal een deel van het Ottomaanse Rijk bleef. Begin juni mobiliseerde Oostenrijk-Hongarije op grote schaal en al tegen het einde van de maand stonden meer dan 82.000 manschappen, onder het gemeenschappelijke commando van Joseph Philippovich von Philippsberg en Stephan von Jovanović klaar aan de grens. Op 20 oktober werd de bezetting met succes beëindigd.
De inval stuitte echter op onverwacht sterke weerstand en veroorzaakte het verlies van ongeveer 5.000 man langs Oostenrijks-Hongaarse kant. De onverwachte tegenstand zorgde ook voor wederzijdse beschuldigingen tussen bevelhebbers en politieke vertegenwoordigers van de monarchie. Toch hadden de bezetters gerekend op de weerstand van de Bosnische moslims, die onder het bestuur van de dubbelmonarchie hun geprivilegieerde status zouden verliezen. Er volgende een massale emigratie van overwegend islamitische  dissidenten.

### Annexatie (1908)

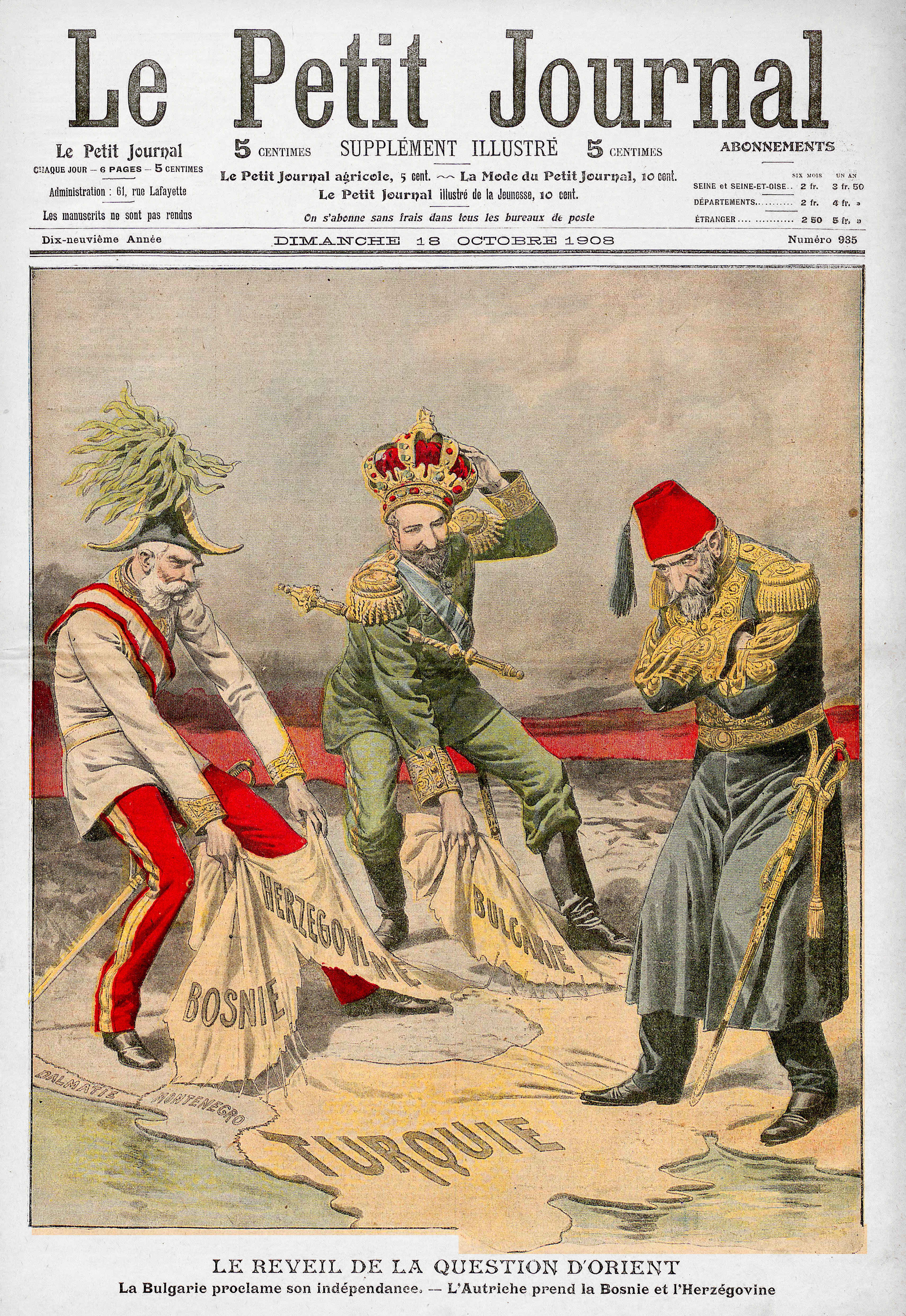
Franse karikatuur uit 1908. Sultan Abdülhamit II kijkt hulpeloos toe, terwijl keizer Frans Jozef I en de Bulgaarse tsaar Ferdinand I zijn rijk aan flarden scheuren

Hoewel Bosnië en Herzegovina formeel nog deel van het Ottomaanse Rijk bleven, hadden de Oostenrijks-Hongaarse autoriteiten de eigenlijke controle over het land. De dubbelmonarchie wachtte slechts op een aanleiding om Bosnië-Herzegovina ook formeel bij het rijk in te lijven. Deze definitieve annexatie volgde in 1908 na de staatsgreep van de Jonge Turken in het Ottomaanse Rijk. De Jong-Turkse beweging had tegen die tijd steun verworven over het hele Ottomaanse Rijk. De Oostenrijks-Hongaarse autoriteiten werden echter bang dat de revolutie ook naar Bosnië en Herzegovina zou overslaan en dat een Ottomaans Bosnië-Herzegovina makkelijk onder Servische invloed zou vallen.
Op 5 oktober 1908 kondigde keizer-koning Frans Jozef I de annexatie van Bosnië en Herzegovina af en droeg het gezamenlijk ministerie van Financiën op om een grondwet voor Bosnië-Herzegovina op te stellen en in te voeren. Twee dagen later werd de aanhechting in Sarajevo aangekondigd. De annexatie leidde tot een internationale crisis, de Bosniëcrisis, waarvoor pas eind februari 1909 een oplossing werd bereikt toen het Ottomaanse Rijk de annexatie erkende en Oostenrijk-Hongarije de Ottomanen een schadeloosstelling van £ 2.200.000 betaalde. Op 21 maart 1909 stelde het Duitse Keizerrijk een ultimatum aan het keizerrijk Rusland om de aanhechting te erkennen. Uiteindelijk stemde Rusland in, gevolgd door Servië en Montenegro.
Bosnië-Herzegovina was een condominium met een bestuur dat werd gedeeld tussen de Oostenrijkse rijkshelft (Cisleithanië), de Hongaarse rijkshelft (Transleithanië). Met de aanhechting van Bosnië en Herzegovina ontstonden er voor het eerst sinds 1878 weer gewelddadigheden tussen de islamitische Bosniërs en de k.u.k.-troepen. De toestand werd weer rustig toen de Oostenrijkers de oude moslim-elites aan zich bonden en de islam officieel als een gelijkberechtigde godsdienst erkenden. In 1910 vaardigde de keizer meerdere wetten en hervormingen uit, die Bosnië en Herzegovina dezelfde rechten gaven als de andere kroonlanden en werd er een landdag opgericht.

### Eerste Wereldoorlog en verlies (1918)
Op 28 juni 1914 vond in de Bosnische hoofdstad Sarajevo echter de aanslag op de Oostenrijks-Hongaarse troonopvolger aartshertog Frans Ferdinand plaats. Een groep van zes Servische nationalisten, waaronder Gavrilo Princip, zaten achter de moord. Na de aanslag laaiden de van oudsher bestaande etnische vijandigheden in Bosnië weer op en ontstonden er geweldplegingen tussen katholieke Kroaten, Bosnische moslims en Serviërs.
Aan het begin van de Eerste Wereldoorlog in 1914 leefde de vrees dat Bosnië en Herzegovina door Servië bezet zouden worden. Tegen de verwachtingen in had het Oostenrijks-Hongaarse leger problemen om het Servische leger te overwinnen. Pas met de oorlogsdeelname van Bulgarije in 1915 en de Bulgaarse aanval op Servië, slaagde de dubbelmonarchie erin om Servië te veroveren. Onmiddellijk na het einde van de Eerste Wereldoorlog en het uiteenvallen van Oostenrijk-Hongarije in 1918 werden Bosnië en Herzegovina een onderdeel van de Staat van Slovenen, Kroaten en Serven en vervolgens het Koninkrijk Joegoslavië, onder Servische leiding.

## Gouverneurs
Dit is een lijst van de Oostenrijks-Hongaarse gouverneurs die het condominium Bosnië en Herzegovina bestuurden:
| # | Portret | Naam (Levensduur)                                | Ambtstermijn     | Ambtstermijn     |
| - | ------- | ------------------------------------------------ | ---------------- | ---------------- |
| 1 |         | Joseph Philippovich von Philippsberg (1818–1889) | 13 juli 1878     | 18 november 1878 |
| 2 |         | Willem van Württemberg (1828–1896)               | 18 november 1878 | 6 april 1881     |
| 3 |         | Hermann Dahlen von Orlaburg (1828–1887)          | 6 april 1881     | 9 augustus 1882  |
| 4 |         | Johann Nepomuk von Appel (1826–1906)             | 9 augustus 1882  | 8 december 1903  |
| 5 |         | Eugen von Albori (1838–1915)                     | 8 december 1903  | 25 juni 1907     |
| 6 |         | Anton von Winzor (1844–1910)                     | 30 juni 1907     | 7 maart 1909     |
| 7 |         | Marijan Varešanin (1847–1917)                    | 7 maart 1909     | 10 mei 1911      |
| 8 |         | Oskar Potiorek (1853–1933)                       | 10 mei 1911      | 22 december 1914 |
| 9 |         | Stjepan Sarkotić (1858–1939)                     | 22 december 1914 | 3 november 1918  |

1867–1918

In de Rijksraad vertegenwoordigde koninkrijken en landen (Cisleithanië):
hertogdom Boekovina · koninkrijk Bohemen · koninkrijk Dalmatië · koninkrijk Galicië en Lodomerië · hertogdom Karinthië · hertogdom Krain · Küstenland (vorstelijk graafschap Görz en Gradisca, markgraafschap Istrië, vrije rijksstad Triëst) · markgraafschap Moravië · Neder-Oostenrijk · Opper-Oostenrijk · hertogdom Salzburg · Tsjechisch-Silezië · hertogdom Stiermarken · vorstelijk graafschap Tirol en land Vorarlberg

De landen van de Heilige Hongaarse Stefanskroon (Transleithanië):
Fiume met gebied · koninkrijk Hongarije · koninkrijk Kroatië en Slavonië . Militaire Grens (1867-1882)

Gemeenschappelijk bestuurd: condominium Bosnië en Herzegovina (1878-1918) . Novi Pazar met gebied (1878-1908) . Karpatische passengebied (1918) . bezette zone Tianjin (1901-1917)
Voor of in 1867 opgeheven

koninkrijk Illyrië (tot 1850) · vojvodschap Servië en Temesbanaat (tot 1860) · Koninkrijk Lombardije-Venetië (tot 1866) · grootvorstendom Zevenburgen (tot 1867)